# Erolzheim
Erolzheim ist eine Gemeinde im östlichen Landkreis Biberach in Oberschwaben. Die Gemeinde liegt am Rande des Illertals am Autobahnzubringer zur A 7. Erolzheim ist Sitz des Gemeindeverwaltungsverbandes Illertal und bildet mit dem benachbarten Kirchdorf an der Iller ein Unterzentrum.

## Geographie

### Geographische Lage
Der Ort Erolzheim liegt am westlichen Rand des mittleren Illertals. Das Gemeindegebiet erstreckt sich von der Mitte des Illertals bis ins benachbarte Rottal. Dort liegen die Teilorte Bechtenrot und Edelbeuren.

### Gemeindegliederung
Zur Gemeinde Erolzheim gehören die Ortsteile Bechtenrot, Dietbruck, Edelbeuren und Erolzheim selbst.

### Nachbargemeinden
Die Gemeinde Erolzheim grenzt an folgende Städte und Gemeinden: Im Norden an Kirchberg an der Iller und Gutenzell-Hürbel, im Osten an Dettingen an der Iller und Kirchdorf an der Iller, im Süden an Berkheim und im Westen an die Gemeinde Erlenmoos und die Stadt Ochsenhausen.

## Geschichte

### Geschichte bis zum Untergang des alten Reichs

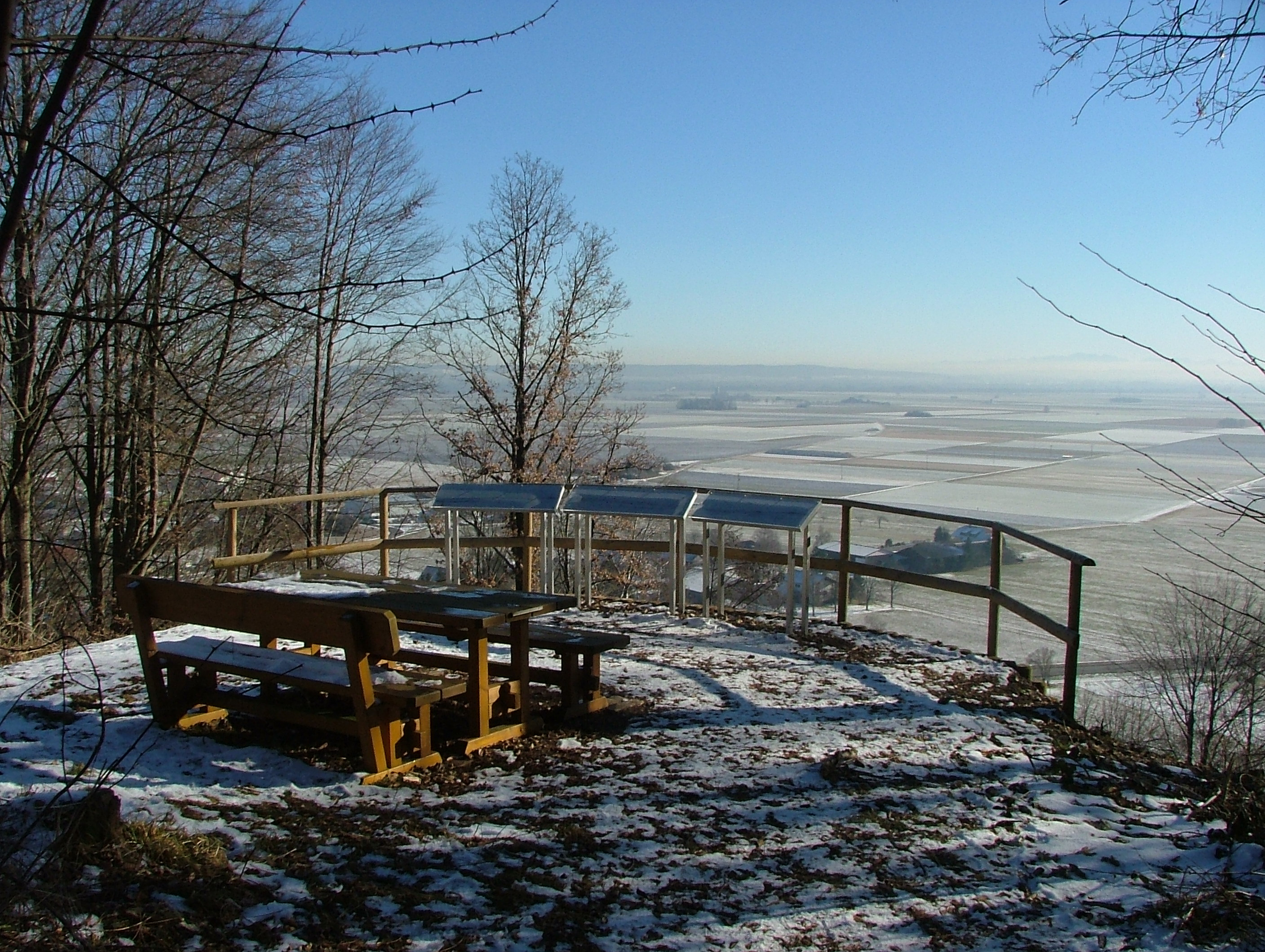
Blick vom Froberg auf das Illertal

Erolzheim wurde am 4. Februar 1040 in einer von Kaiser Heinrich III. auf der Reichenau ausgestellten Urkunde erstmals erwähnt, in der dieser dem Kloster Einsiedeln seine Besitzungen und Rechte unter anderem an Erolzheim bestätigte. Vom 12. bis ins 16. Jahrhundert war der Ort im Besitz der Herren von Erolzheim.
1517 verlieh Kaiser Maximilian den Herren von Erolzheim die Hochgerichtsbarkeit über die Dörfer Erolzheim und Kirchdorf an der Iller.

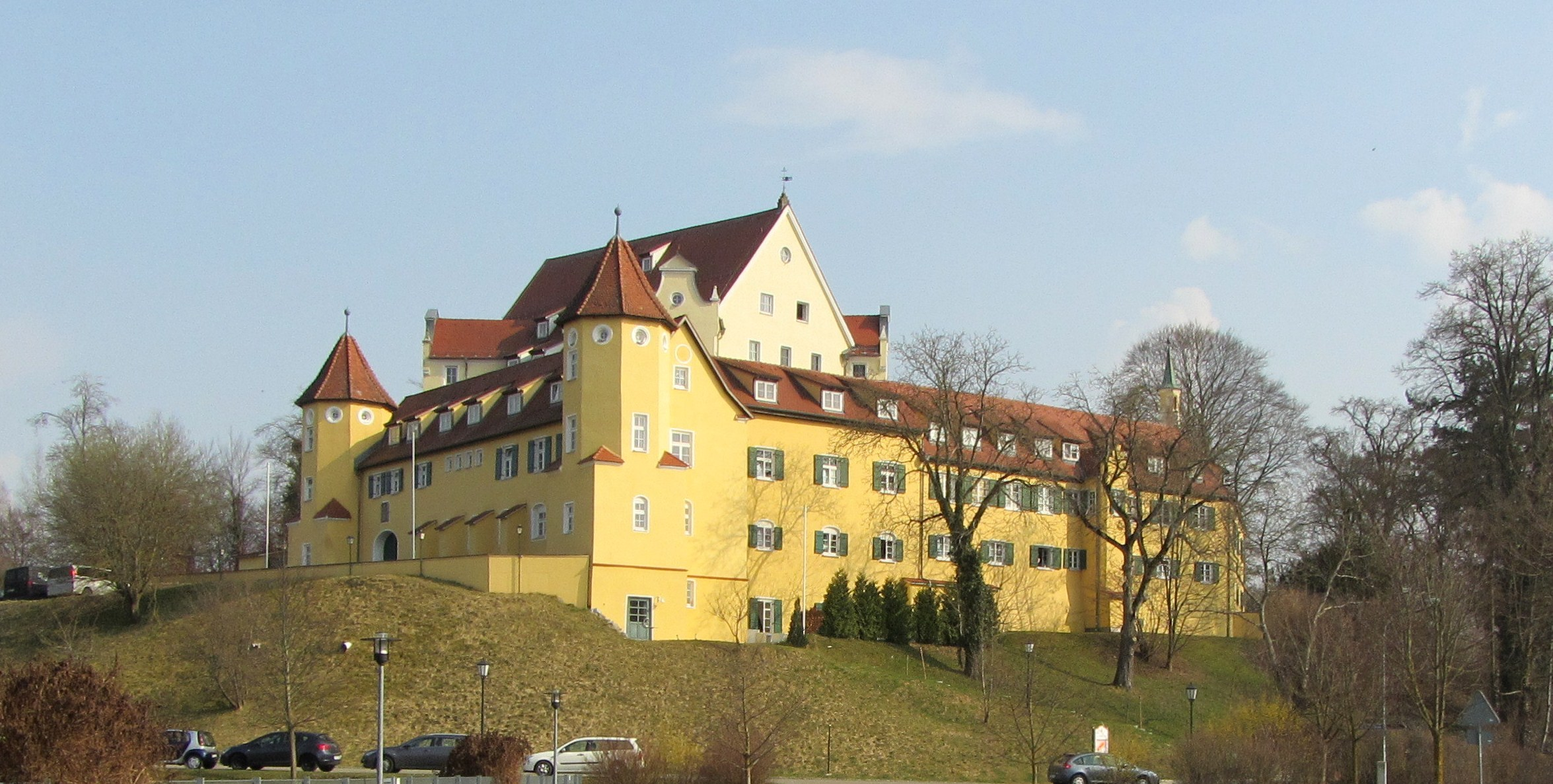
Schloss Erolzheim

1594 wurde die Herrschaft und das Schloss Erolzheim von Konrad XI. von Bemmelberg (Bömmelberg), Enkel des Konrad von Boyneburg, erworben. Erolzheim blieb in der Nachbarschaft der freien Reichsstadt Memmingen sowie der geistlichen Territorien der Reichsabteien Rot an der Rot und Ochsenhausen bis zum Reichsdeputationshauptschluss 1803 reichsunmittelbares Territorium der Freiherren von Boyneburg-Bömmelberg.
1806 wurde die Herrschaft mediatisiert und kam an das Königreich Bayern.

### Geschichte seit württembergischer Zeit
Mit dem Grenzvertrag von 1810 gelangte Erolzheim an das Königreich Württemberg und wurde dem Oberamt Biberach zugeteilt.
Der Zweig Bömmelberg des hessischen Uradelsgeschlechts Boyneburg erlosch 1826 im Mannesstamm mit dem Tod des Reichsfreiherrn Alois Sebastian von Bömmelberg, der auch die westfälischen Schlösser Gemen und Raesfeld geerbt, jedoch noch zu Lebzeiten verkauft hatte. Seine einzige hinterlassene Tochter starb 1831.
Die durch den Tod des letzten Inhabers 1826 sofort lehensfällig gewordene Herrschaft Erolzheim ging für 200.000 fl. an den Augsburger Heinrich von Kiesow und 1830 an dessen Neffen Friedrich von Bernhard. Nach dem Tod seiner ersten Gemahlin verkaufte Friedrich von Bernhard den Erolzheimer Allodialbesitz mit Ausnahme der Familiengrablege 1839 an die königlich württembergische Staatsfinanzverwaltung. Der nächste Besitzer war der Bankier Osidor Obermayer aus Augsburg. Nach dessen Tod ging das Rittergut 1862 an seine Kinder, den Konsul Karl Obermayer in Augsburg und Henriette, die Gattin des Kölner Bankiers Simon Oppenheim über. Im Jahre 1875 verkaufte Karl von Obermayer, Oberst der bayerischen Landwehr, das Schlossgut an seinen früheren Rentbeamten Karl Enslin. Im Jahre 1915 erwarb der aus Ulm stammende Geheimrat Albert Konstantin von Kienlin das Schloss und Rittergut Erolzheim. Im Jahr 1987 wurde das Schloss von der Familie von Kienlin verkauft und ab 1993 bis 1995 saniert. Heute sind im Schloss rund 30 Wohnungen, Büros sowie ein Hotel mit Restaurant untergebracht.
Der Haupterwerb in Erolzheim war noch jahrelang durch die Landwirtschaft geprägt. So wurden in Erolzheim Vieh- und Krämermärkte abgehalten. Ab 1842 wurde ein regelmäßiger Fruchtmarkt in der noch heute existierenden Schranne am Marktplatz abgehalten. Ende des 19. Jahrhunderts gab es in Erolzheim über 150 Gewerbetreibende. Bis heute ist Erolzheim im Illertal der Hauptort für den Einkauf und Dienstleistungen.

### Verwaltungszugehörigkeit
Bei der Verwaltungsreform während der NS-Zeit in Württemberg gelangte Erolzheim 1938 vom alten Oberamt zum neu umrissenen Landkreis Biberach. Im Jahre 1945 wurde der Ort Teil der Französischen Besatzungszone und kam somit zum Nachkriegsland Württemberg-Hohenzollern, welches 1952 im Bundesland Baden-Württemberg aufging.

### Religionen
Erolzheim ist traditionell römisch-katholisch geprägt. Die katholische Kirchengemeinde St. Martinus gehört zur Seelsorgeeinheit Illertal im Dekanat Biberach.
Außerdem sind durch die Fluchtbewegungen nach dem Zweiten Weltkrieg auch einige evangelische Bewohner hinzugekommen. Näheres zur Geschichte der evangelischen Kirchengemeinde Erolzheim-Rot befindet sich im entsprechenden Abschnitt beim Kirchenbezirk Biberach.

### Einwohnerentwicklung
- 1871: 1352 Einwohner
- 1983: 2006 Einwohner
- 1991: 2586 Einwohner
- 1995: 2856 Einwohner
- 2005: 3119 Einwohner
- 2010: 3185 Einwohner
- 2015: 3287 Einwohner
- 2020: 3375 Einwohner

## Politik

### Gemeinderat
Die Kommunalwahl am 9. Juni 2024 führte zu folgendem vorläufigen Endergebnis. Die Wahlbeteiligung betrug 64,6 %.
| Partei/Liste            | 2024       | 2024    | 2019       | 2019    |
| Partei/Liste            | Anteil (%) | Sitze   | Anteil (%) | Sitze   |
| ----------------------- | ---------- | ------- | ---------- | ------- |
| Freie Wählervereinigung | 53,7 %     | 7 Sitze | 52,6 %     | 7 Sitze |
| Unabhängige Bürger      | 46,3 %     | 7 Sitze | 47,4 %     | 7 Sitze |
| Wahlbeteiligung         | 64,6 %     | 64,6 %  | 61,0 %     | 61,0 %  |

### Bürgermeister
- Jochen Ackermann seit 2010
- Günther Matheis 1970 bis 2010

### Wappen
| Wappen der Gemeinde Erolzheim | Blasonierung: „In Schwarz ein achtspeichiges silbernes (weißes) Rad.“ |
| Wappen der Gemeinde Erolzheim | Wappenbegründung: In dem um 1930 verwendeten Schultheißenamtssiegel war ein zwölfspeichiges Rad ohne Wappenschild abgebildet. Mit Beratung durch die Archivdirektion Stuttgart nahm die Gemeinde im Jahre 1931 das Wappen des ausgestorbenen Ortsadelsgeschlechts der Herren von Erolzheim an. |

## Kultur und Sehenswürdigkeiten

### Bauwerke
in Erolzheim
- Die katholische „Pfarrkirche St. Martin“ wurde 1874/75 im neugotischen Stil nach Plänen des Architekten Friedrich von Schmidt erbaut. Sie besitzt ein spätgotisches Turmuntergeschoss des 15. Jahrhunderts.
- Die Bergkapelle „Maria im Busch“ wurde im Jahr 1670 für Pilger des Jakobsweges errichtet und 1842/43 baulich erweitert.
- Die „Wendelinuskappele“ steht im Erolzheimer Ortskern als weitere katholische Kapelle des Orts.
- Das Schloss Erolzheim mit Park bildet, neben Rathaus und Marktplatz, einen weiteren historischen Dorfmittelpunkt.

in Ortsteilen
- Die Kapelle „St. Sebastian und Margareta“ in Edelbeuren
- Das Schloss Edelbeuren in Edelbeuren.
- Die Kapelle „St. Vitus“ in Bechtenrot
- Die Mahl- und Ölmühle Harder-Funk[3] von 1300 im Ortsteil Bechtenrot war im Besitz des Benediktinerklosters Ochsenhausen. Sie liegt an der Mühlenstraße Oberschwaben.

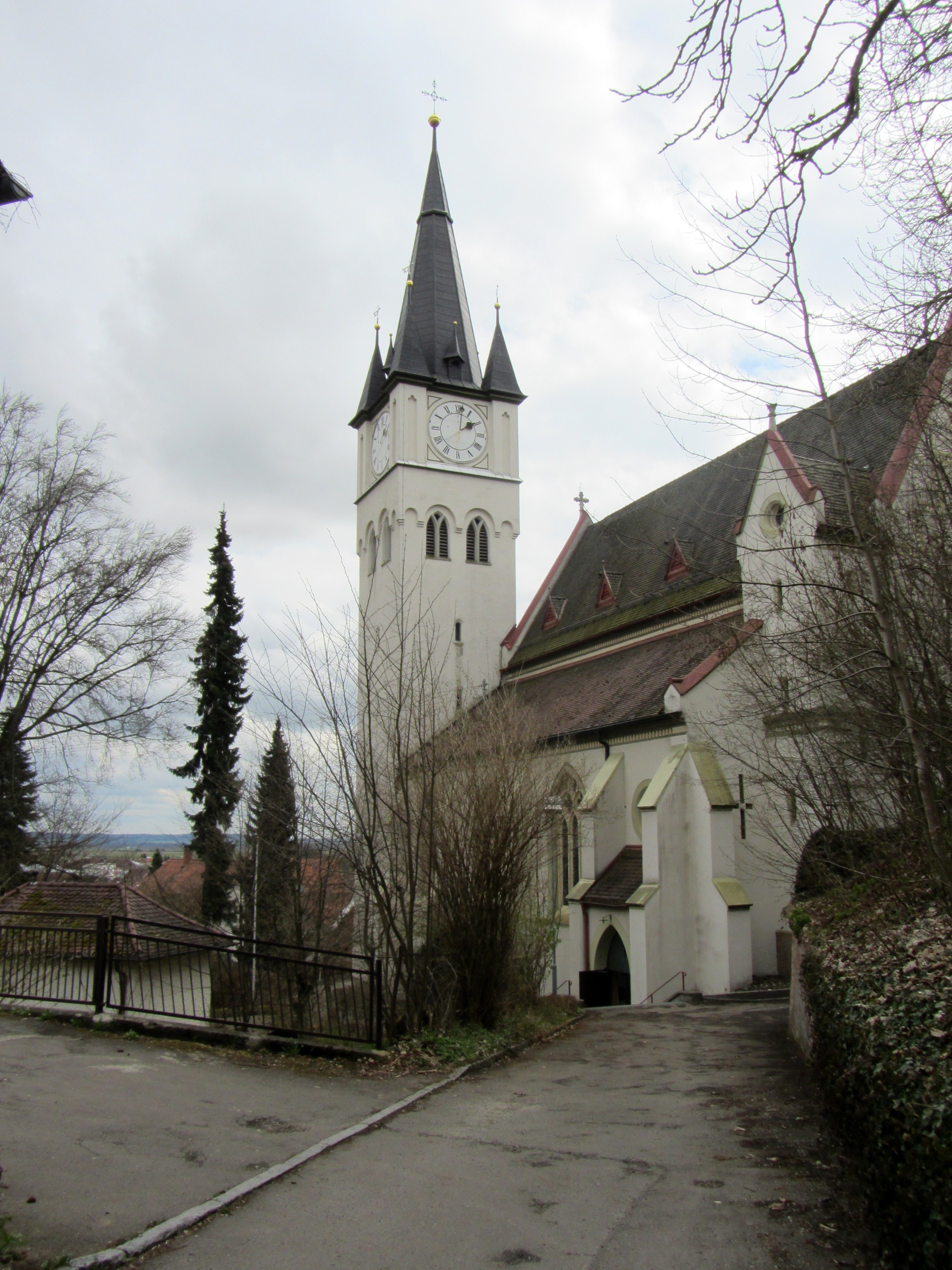
Pfarrkirche St. Martin
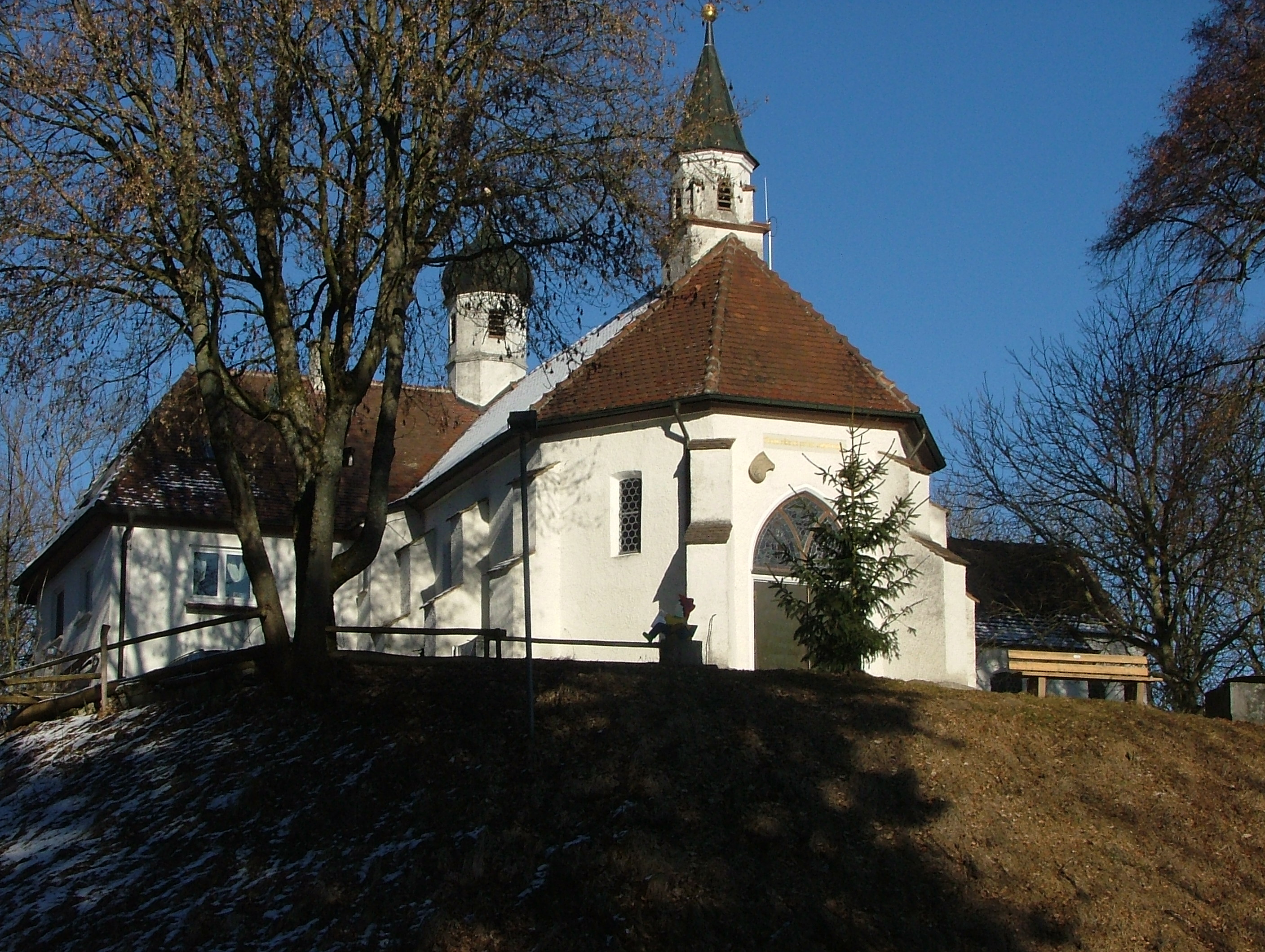
Bergkapelle „Maria im Busch“ (Marienkapelle)
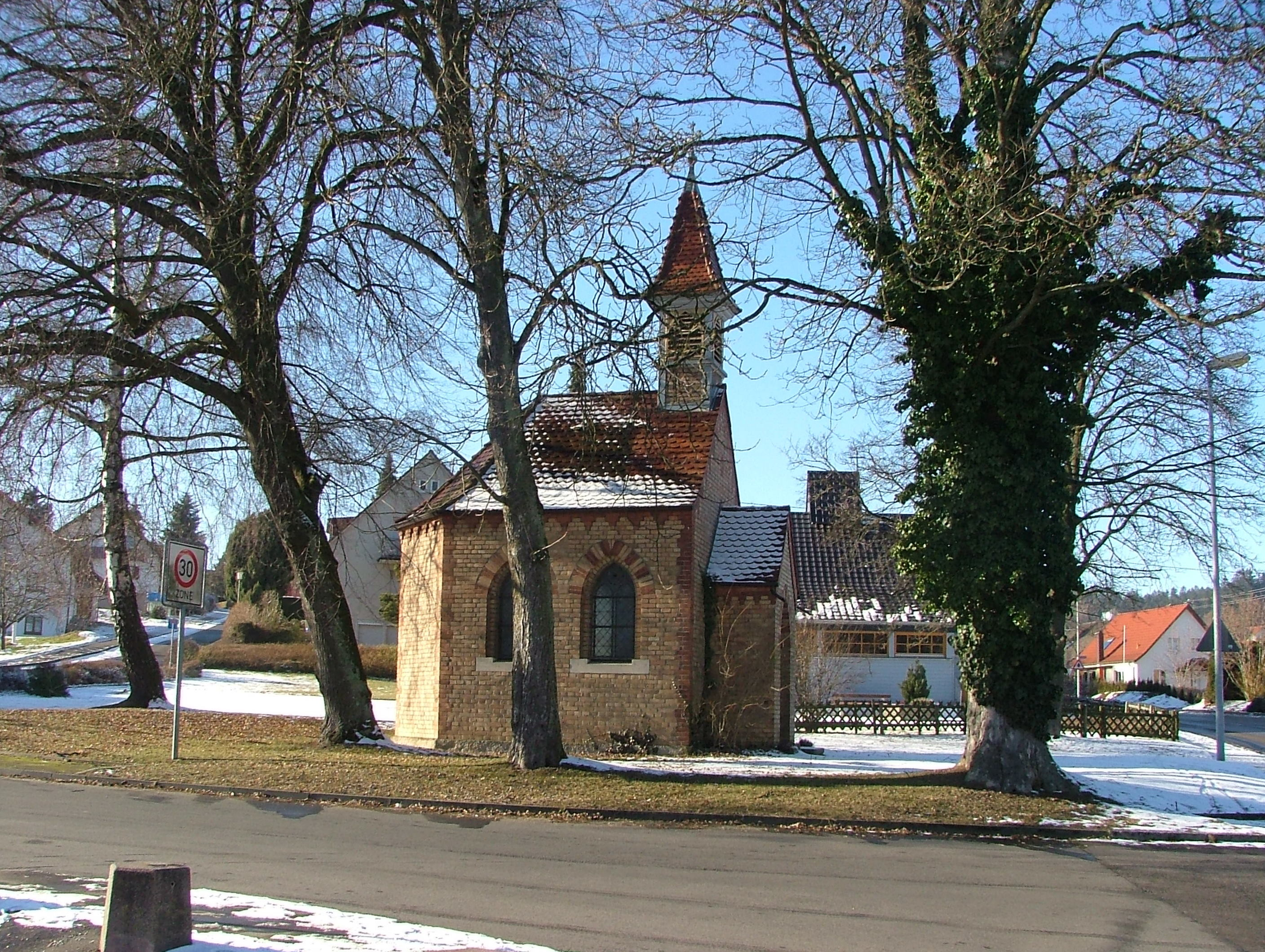
Wendelinuskapelle
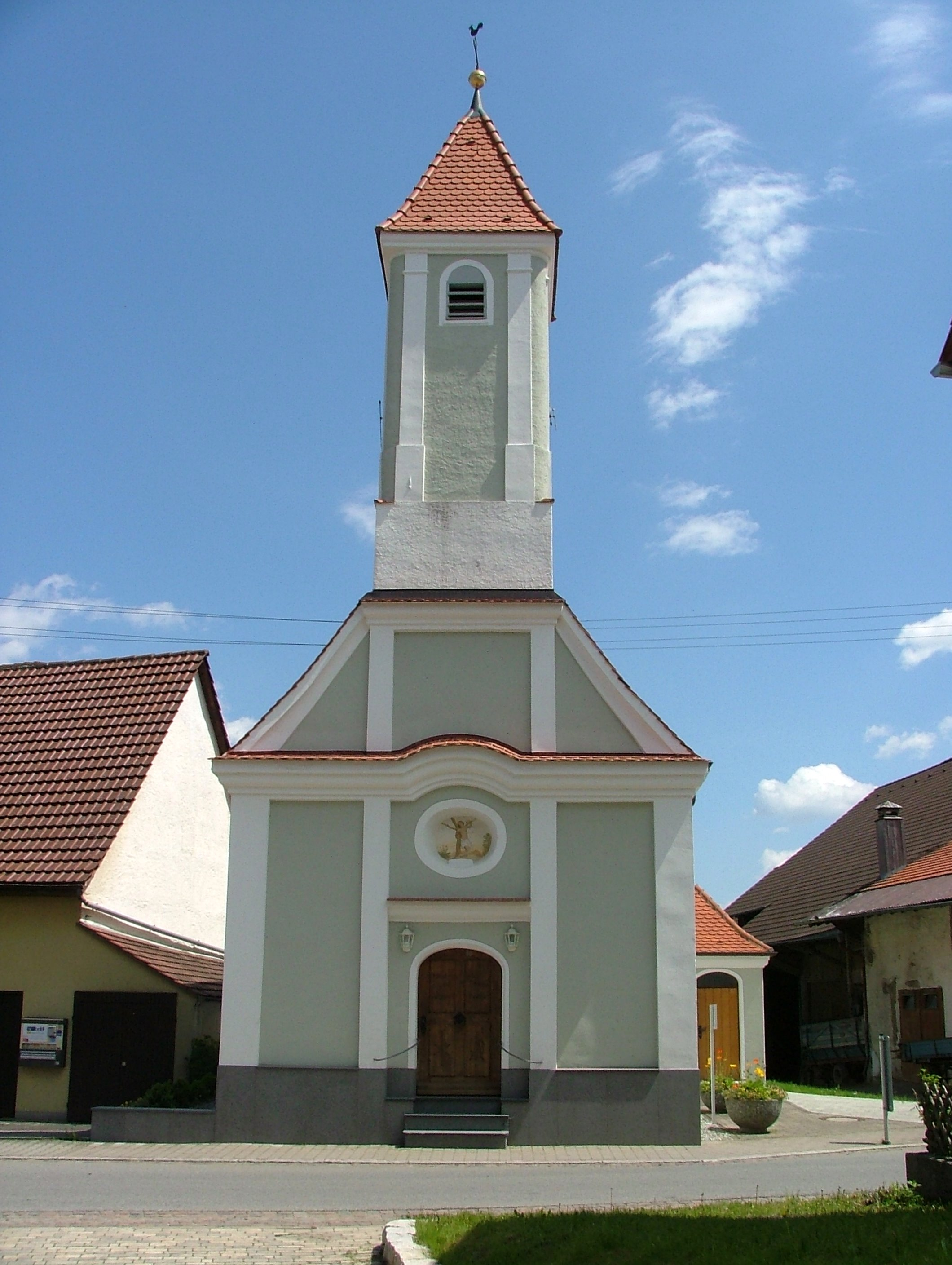
Kapelle in Edelbeuren
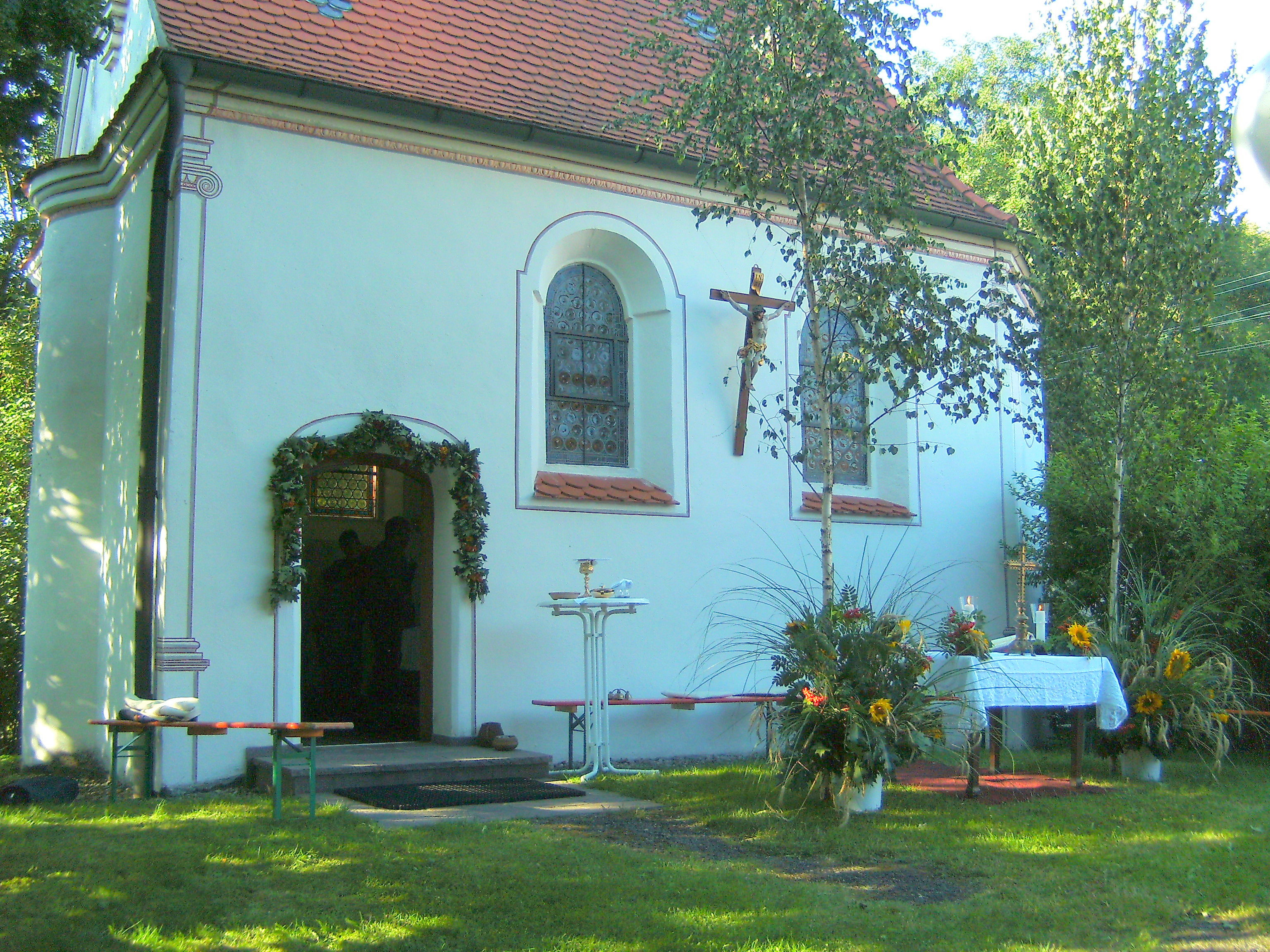
St. Vitus-Kapelle Berchtenrot

### Naturdenkmal Frohberglinde

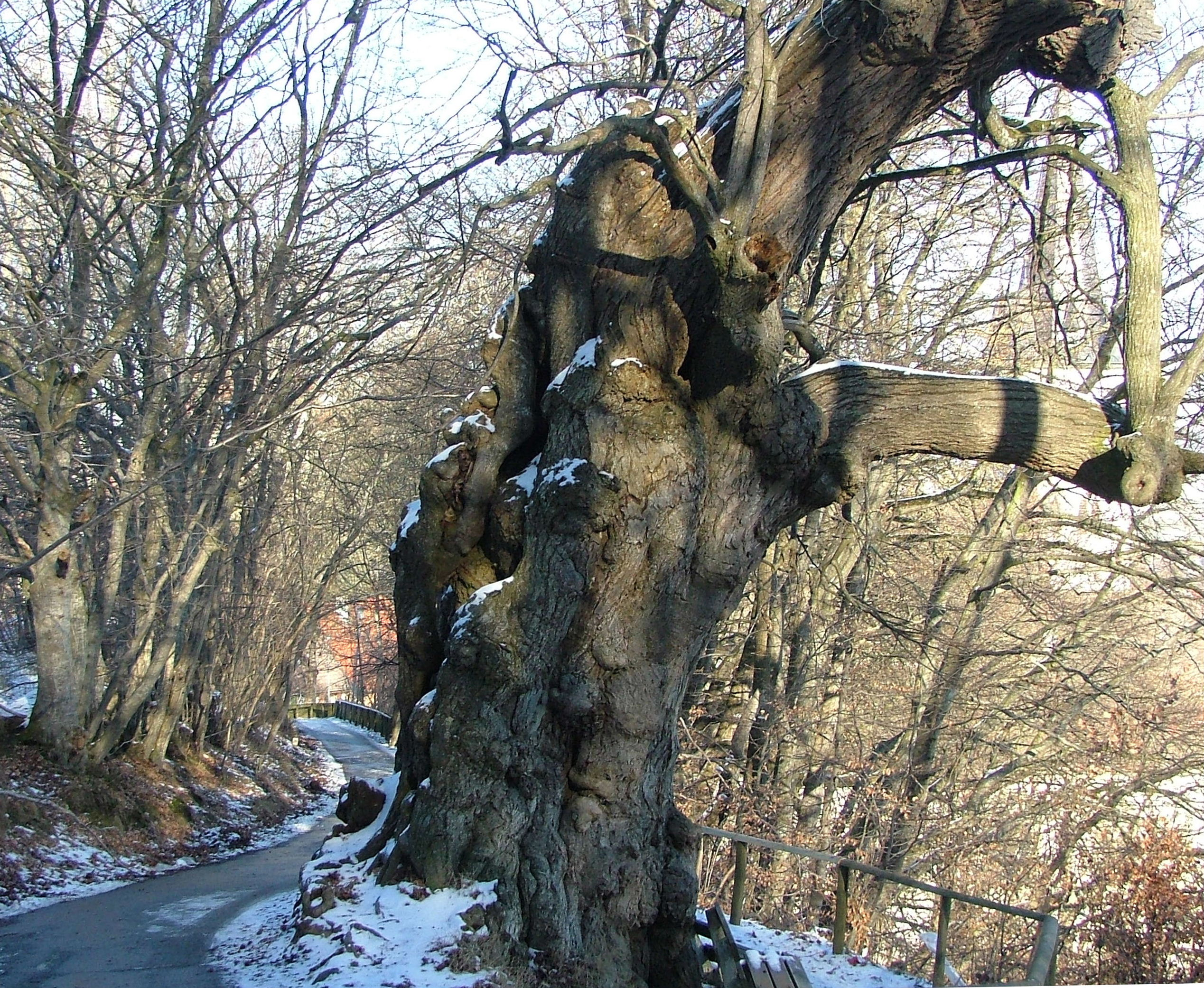
Frohbergberglinde
oder „St.-Nikolaus-Linde“

Die auch St.-Nikolaus-Linde⊙ genannte Winterlinde steht etwas unterhalb der Marienkapelle am Hang des Frohbergs, der zu früheren Zeiten Kapellenberg hieß. Das Alter des knorrigen Baumveterans wird auf ca. 600 Jahre geschätzt. Das als Naturdenkmal ausgewiesene und in die Liste markanter und alter Baumexemplare in Deutschland eingetragene Baumdenkmal wurde schon im Schwäbischen Baumbuch von 1911 als uralte Baumruine beschrieben. Damals war der Stamm der Linde vollkommen hohl und teilweise offen. Die Außenhülle des Stammes hatte in jener Zeit noch einen Umfang von 8,55 m. Durch vielfältige Verwachsungen und die Neubildung von Adventivwurzeln, die sich im Lauf der folgenden Jahrzehnte entwickelt haben, hat die Linde den Hohlraum selbst wieder aufgefüllt. Jedoch ist die frühere, äußere Baumhülle mit der alten Borke dabei allmählich abgeplatzt. Allein am oberen Stammende sind noch Reste der ursprünglichen Rinde erkennbar. Ansonsten bilden die im Inneren nachgewachsenen Holzstrukturen den heute zu sehenden Stamm. Auch die frühere, mächtige Krone ist verschwunden. Nur noch drei schwächere Äste, die noch austreiben, bilden die heutige, eher magere Krone.
Nach Messung im Jahr 2014 hatte das verbliebene Stammfragment noch einen Umfang von 6,05 m. Die Baumhöhe wird für diesen Zeitpunkt mit ca. 21 m angegeben. Am 18. September 2023 kam es zu einem Brand im Stamm der Linde, Schadensausmaß und -ursache sind noch nicht bekannt.

## Wirtschaft und Infrastruktur

### Verkehr
Erolzheim liegt am Schnittpunkt der Landesstraßen L 260 und L 299. Letztere stellt als Autobahnzubringer die Verbindung zur drei Kilometer entfernten A 7 (Ulm – Memmingen) her. Der nächste Bahnhof befindet sich im sechs Kilometer entfernten Kellmünz an der Bahnstrecke Neu-Ulm–Kempten. Von Erolzheim bestehen außerdem Buslinien nach Biberach an der Riß, Ochsenhausen, Memmingen, Illertissen und zum Bahnhof Kellmünz.

### Ansässige Unternehmen
In Erolzheim befand sich bis zur Fusion mit der Volksbank Laupheim die Hauptverwaltung der ehem. Raiffeisenbank Illertal. Im Erolzheimer Industriegebiet haben mehrere kleine mittelständische Unternehmen ihren Sitz.

### Öffentliche Einrichtungen
- Hallenbad
- Gemeindebücherei

### Gesundheits- und Betreuungseinrichtungen
- Seniorenzentrum Erolzheim (42 Pflegeplätze)

### Bildungseinrichtungen

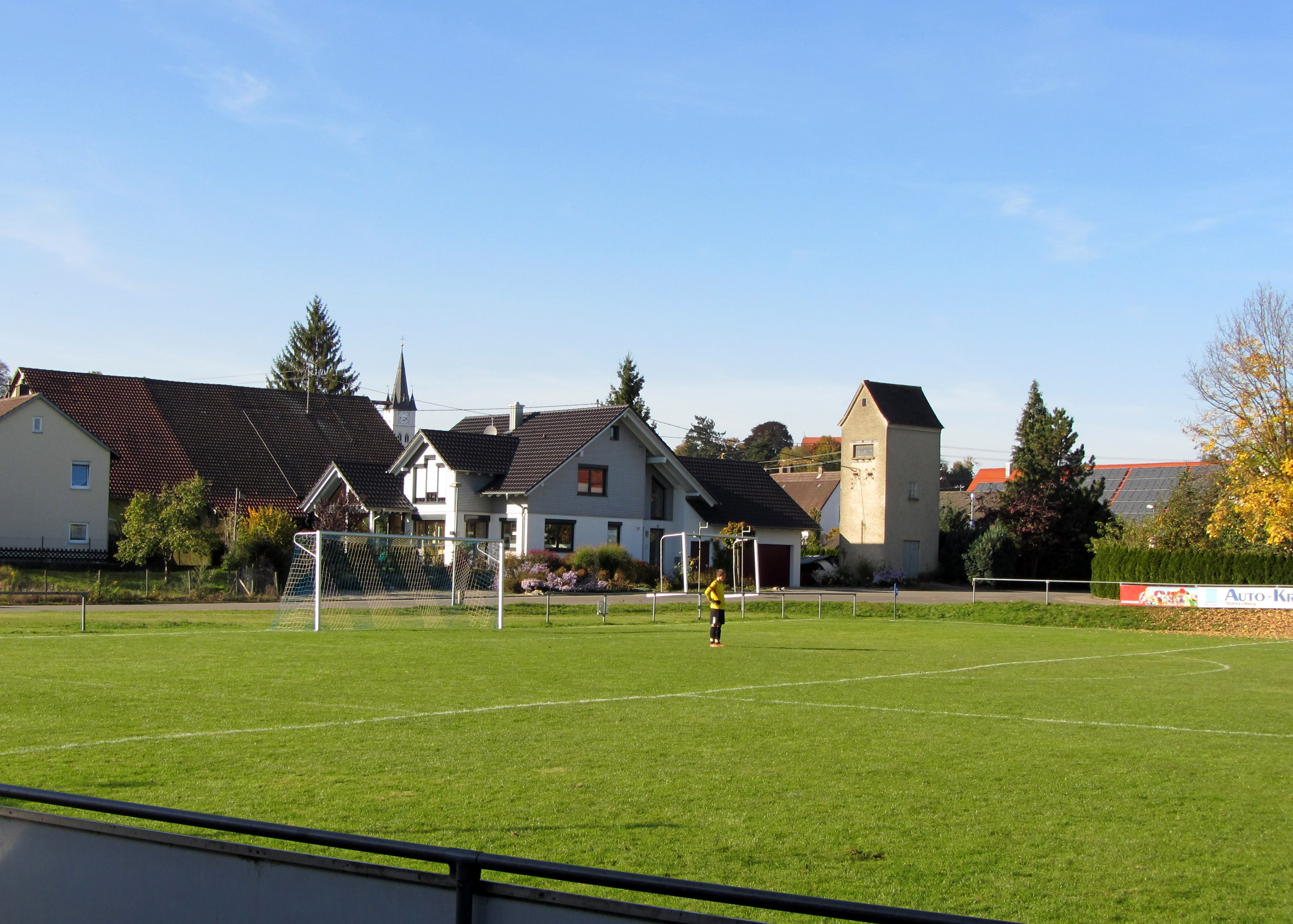
Sportgelände (2012)

Erolzheim verfügt über eine Grundschule und eine Realschule, jeweils in kommunaler Trägerschaft. Außerdem besteht ein Kindergarten in der Trägerschaft der römisch-katholischen Kirchengemeinde sowie seit 2007 auch ein Waldkindergarten in der Trägerschaft des Vereins Erolzheimer Waldkindergarten Hollerbusch e. V. Außerdem hat die Volkshochschule Illertal in Erolzheim ihren Sitz.

### Freizeit- und Sportanlagen
- Hallenbad
- Festhalle
- Sporthalle
- Waldbad Reichenbachweiher
- Beschilderte Rad- und Wanderwege
- Sportplätze

## Söhne und Töchter der Gemeinde
- Willebold Held, Reichsabt von Rot an der Rot
- Carl Zenger (1838–1905), Architekt
- Erwin Biber (1905–1944), bekannt als Rennfahrer Biberle
- Johannes Marquart (* 1909), Kryptoanalytiker im OKH
- Johannes Hösle (1929–2017), Romanist und Literaturwissenschaftler
- Max-Engelhardt von Kienlin (* 1934), Landwirt, Forstwirt, Bergsteiger und Autor
- Konstantin Maier (* 1949), römisch-katholischer Geistlicher und Kirchenhistoriker
- Stefan Speth (* 1971), Szenenbildner, Filmarchitekt, Concept Designer Blade Runner 2049; The Martian; Grand Budapest Hotel; Cloud Atlas;
- Konstantin Gropper (* 1982), Kopf des Musikprojektes Get Well Soon; aufgewachsen in Erolzheim
- Johannes Heinrichs (* 1990), Schauspieler

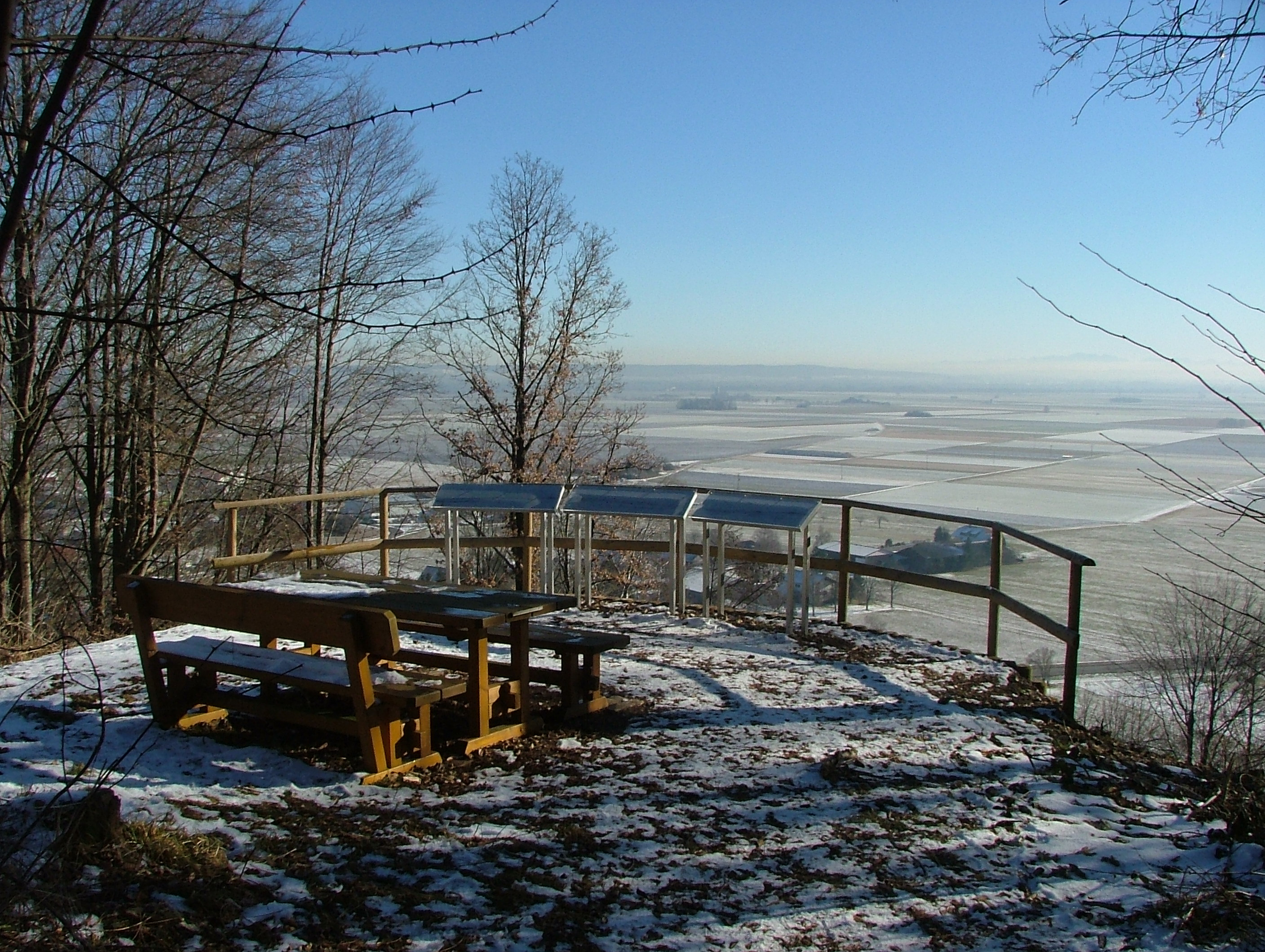
Aussichtspunkt bei der Kapelle
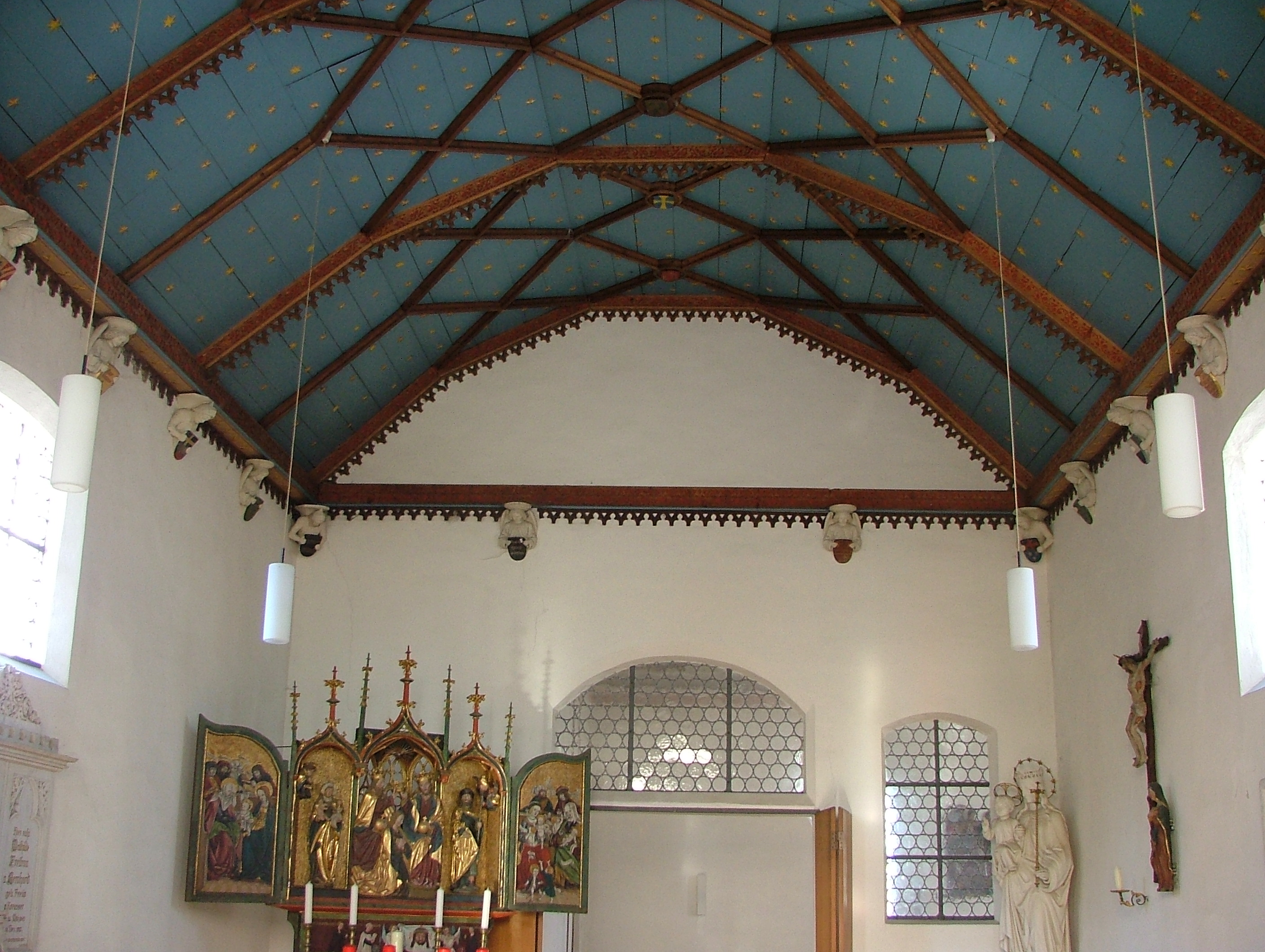
Bergkapelle
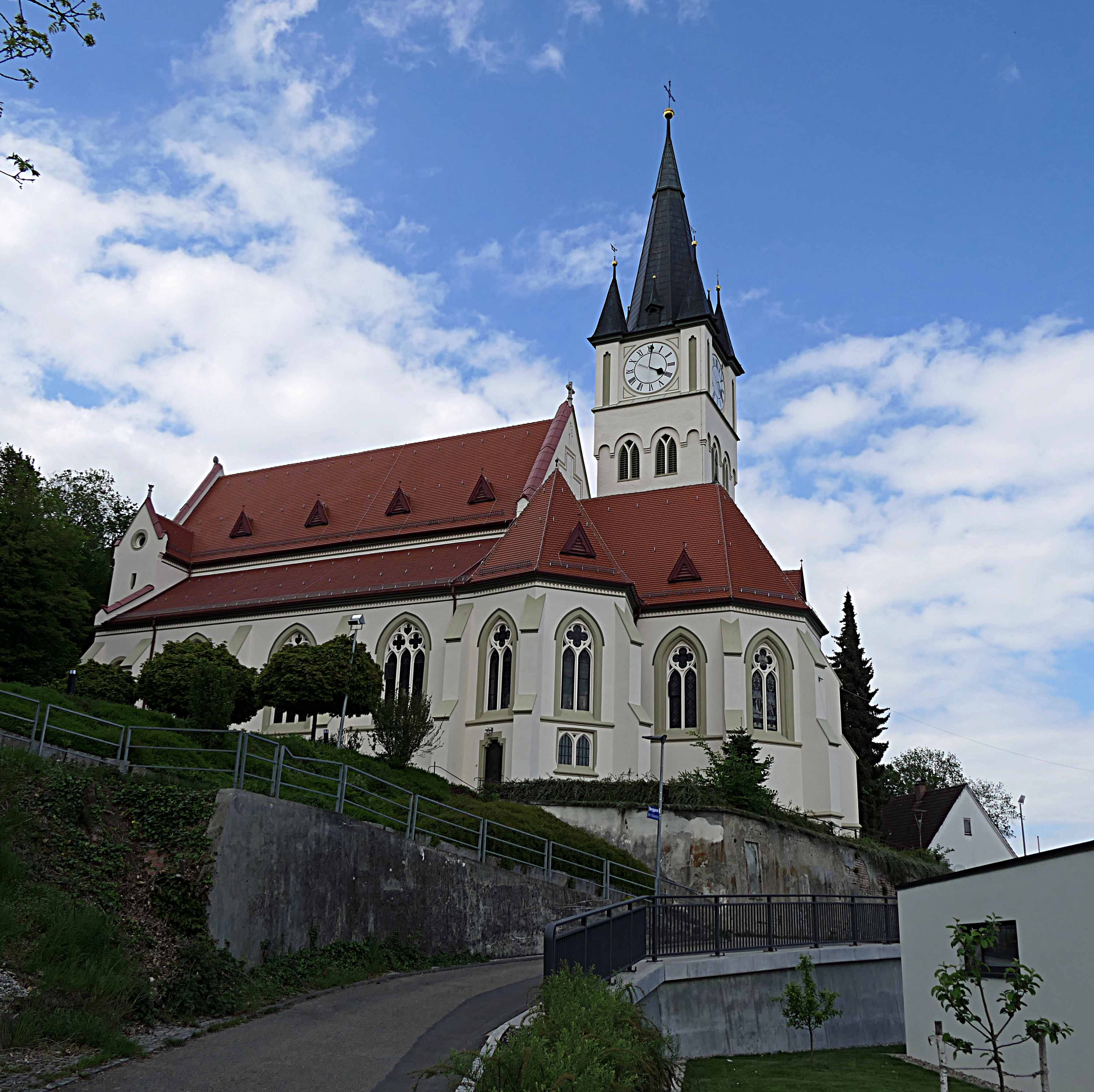
Neugotische Kirche St. Martin in Erolzheim
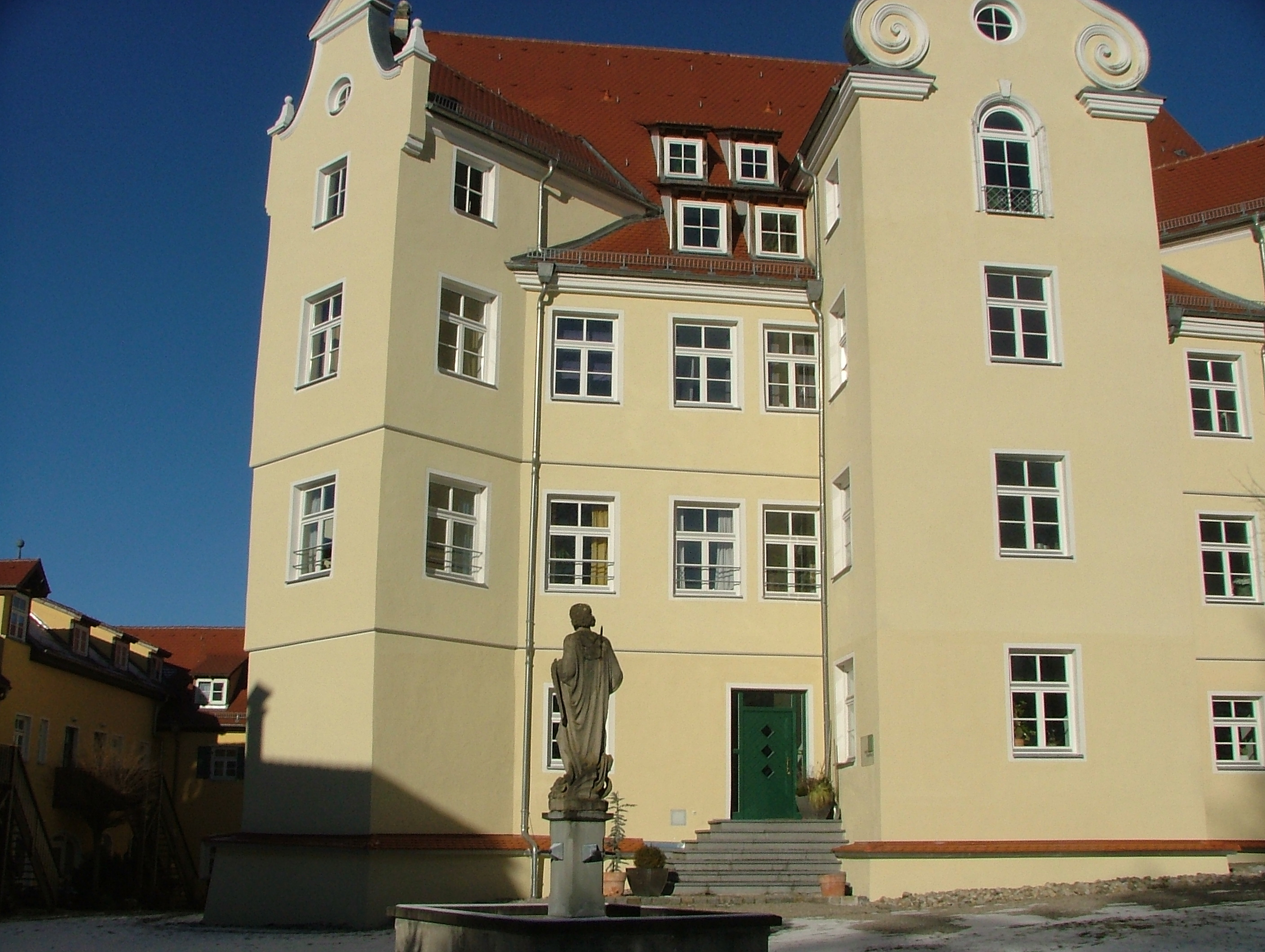
Schloss Erolzheim